# Detlev Jöcker

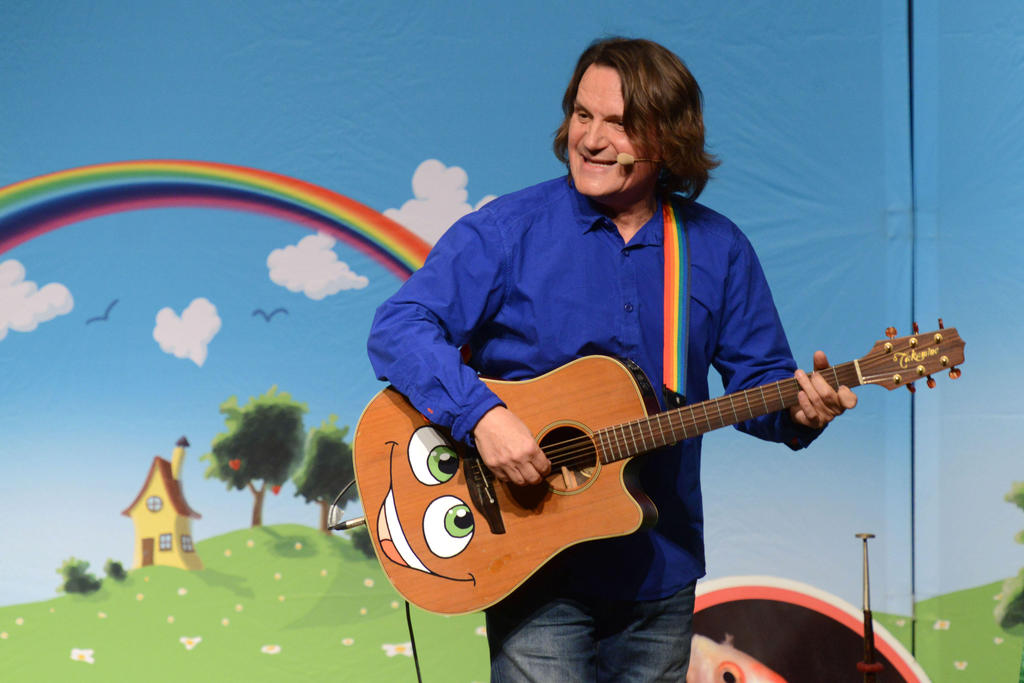
Detlev Jöcker (2017)

Detlev Jöcker (* 5. Oktober 1951 in Münster) ist ein deutscher Komponist, Texter und Sänger von Kinderliedern.

## Leben und Werk
Detlev Jöcker studierte zunächst Musik in Münster und war von 1975 bis 1979 Mitglied im Gesangsorchester von Peter Janssens. Er übt eine rege Konzert- und Seminartätigkeit aus und arbeitet seit 1986 als Komponist und Verleger in Münster. 1982 gründete er die Gruppe Menschenkinder.
Für mehr als 13 Millionen verkaufter Tonträger bekam Detlev Jöcker vom Bundesverband der Musikindustrie bisher neun Gold- und sieben Platinauszeichnungen. Als „Botschafter des deutschen Kinderliedes“ reist er seit einigen Jahren im Auftrag des Goethe-Instituts durch verschiedene Länder, um mit seinen Konzerten für die deutsche Sprache und Kultur zu werben. Seit seinem Treffen mit Friedensnobelpreisträger Shimon Peres 2005 ist er Botschafter für die Peres-Stiftung. Jöcker komponierte für Kindersendungen wie Tamusiland und Hörspiele, seine Kinderlieder wurden in viele Sprachen übersetzt. Darüber hinaus gründete er 1987 den Menschenkinder Verlag. In der Zeit von 1980 bis 2017 veröffentlichte Detlev Jöcker ca. 500 Tonträger und Liederbücher zu Kinder- und Familienthemen.
Für sein außergewöhnliches soziales Engagement erhielt er von Kinderlachen den „Kind-Award 2006“ und 2011 die Hannelore-Kohl-Ehrenmedaille. 2006 wurde Jöcker im Haus der Geschichte der Bundesrepublik Deutschland in Bonn, im Rahmen einer Ausstellung zum Thema „Melodien für Millionen: Das Jahrhundert des Schlagers“, neben Udo Jürgens, Caterina Valente und weiteren bekannten Persönlichkeiten für sein Werk gewürdigt. Er war Mitglied der Ökumenischen Textautoren- und Komponistengruppe der Werkgemeinschaft Musik e. V. und der AG Musik in der Ev. Jugend e. V., heute Textautoren- und Komponistengruppe TAKT.

## Werke (Auswahl)
- 1,2,3 im Sauseschritt (Text: Lore Kleikamp)
- Das Wachmacherlied (Text: Lore Kleikamp)
- Dicke rote Kerzen (Text: Rolf Krenzer)
- Sei gegrüßt, lieber Nikolaus (Text: Rolf Krenzer)
- Ein Licht geht uns auf in der Dunkelheit (Melodie 1986, EG Württemberg 555; EG Hessen 557)
- Du hast uns deine Welt geschenkt (Text: Rolf Krenzer)
- Gott, dein guter Segen (Melodie 2009)

## Diskografie (Auswahl aus über 200 Titeln)

### Alben
- 1983: Und sie fingen an, fröhlich zu sein (Singspiel zum Gleichnis vom verlorenen Sohn)
- 1985: 1,2,3 im Sauseschritt (DE: ×3Dreifachgold )
- 1988: Kommt, wir feiern Weihnachten
- 1989: Kinderträumeland (DE: Gold)
- 1990: Komm, du kleiner Racker (DE: Platin)
- 1991: Kleine Kerze leuchte
- 1992: Si-Sa-Singemaus (DE: Platin)
- 1992: Ich bin der kleine Zappelmann (DE: Gold)
- 1992: Danke, danke für die Sonne (Neue religiöse Lieder)
- 1993: Lieber Frühling, lieber Sommer
- 1994: Wir kleinen Menschenkinder
- 1995: Der Regenbogenfisch (mit Marcus Pfister, DE: Platin)
- 1996: Kleiner Eisbär, kennst du den Weg
- 1996: Kleiner Dodo was spielst du?
- 1997: Sei gegrüßt, lieber Nikolaus
- 1997: Das Krabbelmäuse Liederbuch
- 1997: Und weiter geht’s im Sauseschritt (DE: Gold)
- 1998: Meine Weihnachtszauberwelt
- 1999: Im Kribbel-Krabbel-Mäusehaus
- 1999: Laternentanz und Lichterglanz
- 2001: Das Liederbuch zum Umhängen 1 (Religiöse Kinderlieder)
- 2002: Ein kleiner Käfer geht spazieren
- 2002: Start English with a Song
- 2003: Zehn Gebote geb’ ich dir
- 2004: Bitte sehr & danke schön (Wertvermittlung, DE: Gold)
- 2004: Uno, dos, tres – Musica en Espanol (Spanisch)
- 2004: Mile male mule, ich gehe in die Schule (DE: Gold)
- 2004: Entdecke deine kleine Welt
- 2005: Das weiß Professor Superschlau (Wissenslieder)
- 2005: Singen & Bewegen (CD und DVD, DE: Platin (Videoalbum))
- 2006: Wenn Pinguine watscheln gehn
- 2007: Liebe Erde, ich beschütze dich
- 2008: Kinderschlummerland
- 2008: Halloween (Sängerinnen: Zoe Rathai, Sonja, Pia Schlatt)
- 2008: Singen & Bewegen in der Weihnachtszeit
- 2009: Halte zu mir, lieber Gott
- 2009: Seine schönsten Weihnachtslieder – Klassik (mit den Duisburger Philharmonikern)
- 2010: Der singende Delfin
- 2010: Krabbelzwerge
- 2010: Tamusiland (DE: Gold (Videoalbum))
- 2011: Detlev Jöckers Liederquartett: Für Babys und Krabbelkinder
- 2011: Detlev Jöckers Liederquartett: Für die Kleinsten
- 2011: Detlev Jöckers Tamusiland-Tour Live
- 2011: Willkommen im Tamusiland Teil 2
- 2012: Detlev Jöckers 40 schönste Kindergartenlieder
- 2012: Detlev Jöckers 40 schönste religiöse Kinderlieder
- 2013: Achtung Kinder! Aufgepasst! (Sicherheit im Alltag)
- 2014: Weisst du, was Glück ist? (Kinderwerte)
- 2014: Ich bleib gesund (Prävention)
- 2015: 40 schönste Baby- und Krabbellieder
- 2016: Bewegte Kinder
- 2017: Vaterunser Hits
- 2017: Sauseschritt-Pop

### Videoalben
- Singen & Bewegen Vol. 2 (DE: Platin)
- Singen & Bewegen Vol. 3 (DE: Gold)